# Kamil Krofta
Kamil Krofta (17. července 1876 Plzeň – 16. srpna 1945 Vráž) byl český historik Gollovy školy, univerzitní profesor, československý politik a diplomat.

## Život

### Mládí a studia
Kamil Krofta se narodil v rodině plzeňského advokáta a staročeského politika Josefa Krofty a jeho ženy Marie, rozené Svátkové. Byl třetím z deseti sourozenců. Jeho bratrem byl předseda správní rady Měštanského pivovaru v Plzni Richard Krofta. Vystudoval gymnázium v Plzni a v letech 1894–1896 studoval na filozofické fakultě Karlovo–Ferdinandovy univerzity v Praze. Poté studoval na Institut für Österreichische Geschichtsforschung ve Vídni. Doktorem filozofie byl promován v Praze v roce 1898. O rok později ukončil i vídeňská studia.

### Práce v Zemském archivu a na univerzitě
Po ukončení studií pobýval dva roky na stipendijním pobytu ve Vatikánu, kde připravoval k vydání bohemika – papežské listiny z let 1378–1404. Vynikající výsledky jeho práce byly referencí pro přijetí do pražského Zemského archivu, kde pracoval v období 1901–1911.
V roce 1904 byl jmenován dopisujícím členem České akademie pro vědy, slovesnost a umění a v následujícím roce se habilitoval na pražské české univerzitě. Dne 11. listopadu 1911 byl Kamil Krofta na této univerzitě jmenován mimořádným profesorem rakouských dějin a 29. února 1912 opustil Zemský archiv, aby na univerzitu nastoupil.

### Po vzniku Československa
V roce 1919 byl Kamil Krofta jmenován řádným profesorem československých dějin se zvláštním zřetelem ke Slovensku, ale již 22. března 1920 se stal prvním vyslancem ČSR u Svatého stolce a ve funkci byl do prosince 1921 (výrazně se zasloužil o uznání ČSR Svatým stolcem). V lednu 1922 se stal vyslancem ve Vídni, od roku 1925 v Berlíně. V roce 1927 se vrátil do Československa, kde byl zaměstnán na ministerstvu zahraničí jako šéf jeho presidia. Byl zástupcem tehdejšího ministra zahraničí Edvarda Beneše a v době jeho nepřítomnosti ministerstvo řídil. Stejně tak zastupoval ministra zahraničí (a současně předsedu vlády) Milana Hodžu poté, co byl Edvard Beneš v roce 1935 zvolen presidentem republiky. V červnu 1936 odešel do důchodu.

### Ministr zahraničí
Po svém zvolení presidentem zprostil Edvard Beneš 29. února 1936 Milana Hodžu řízení ministerstva zahraničních věcí a Kamila Kroftu jmenoval ministrem. (Hodža se postu vzdal kvůli usmíření Republikánské strany československého venkova s prezidentem republiky.) Krofta byl Benešovým stoupencem, a tak Beneš nadále jeho prostřednictvím určoval základní směry československé zahraniční politiky.
Ministrem zahraničí byl Krofta i v době Mnichovské dohody, až do 22. září 1938; krátce po Benešově abdikaci z funkce odešel. Nadále se věnoval vědecké práci.

### Protinacistický odboj a smrt
Od ledna 1943 byl spoluzakladatelem odbojové skupiny Přípravný revoluční národní výbor, jehož dalšími členy byli básník Jaroslav Kvapil a právník Emil Lány. Ve vojenské složce výboru působily zbytky Obrany národa s jejím posledním zemský velitelem generálem Zdeňkem Novákem. V létě 1944 byli všichni vedoucí činitelé Přípravného národního revolučního výboru uvězněni.
Kamil Krofta byl po zatčení vězněn na Pankráci a poté v terezínské Malé pevnosti a spolu s dalšími diplomaty na zámečku Jenerálka. Propuštěn byl na začátku Pražského povstání, 5. května 1945, na příkaz nacistického pohlavára Karla Hermanna Franka, který chtěl v Protektorátu ustanovit přechodnou vládu, aby se zabránilo krveprolití. Krofta však účast v této vládě odmítl.
Uvítal ještě presidenta Beneše při jeho návratu do vlasti, zemřel krátce na to na následky věznění, v sanatoriu ve Vráži. Pohřben byl na hřbitově v Dýšině.

### Rodinný život
Dne 9. října 1905 se v Ejpovicích oženil se Štěpánkou Tylovou (1881–1943), dcerou majitele místního mlýna. Pod vrchem Hradiště v Ejpovicích vlastnil vilu, jenž byla v padesátých letech 20. století zlikvidována při budování dolu na těžbu železné rudy. Manželé Kroftovi měli syny Jiřího (* 1904, Řím) a Jana.
Bydleli na nábřeží Legií čp. 729/31 Praha 5, Smíchov (v současnosti Janáčkovo nábřeží).

## Dílo
- 11. březen - 8. duben 1848. (1919) [19]
- Bílá hora
- Boj o mír a bezpečnost státu. (1934) – československá zahraniční politika v projevech ministra Dra Ed. Beneše, 1924 – 1933 [20]
- Čechové a Slováci před svým státním sjednocením
- Čechy do válek husitských. (1930) [21]
- Čtení o ústavních dějinách slovenských. (1924) [22]
- Dějinné základy naší samostatnosti. (1933) – projev na Staroměstském náměstí v Praze v předvečer 28. října 1933 [23]
- Dějiny československé. (1946) [24]
- Historia Fratrum a Rozmlouvání starého Čecha s mladým rytířem
- Chelčický a Jednota v XV. století. (1916) – nový otisk prací: Petr Chelčický a jeho učení, Jednota bratrská v XV. století, Nové spisy o Valdenských [25]
- Komenskij, kak zaveršitel gusitskoj tradiciji. (1946) [26]
- Kurie a církevní správa zemí českých v době předhusitské
- Listy z náboženských dějin českých
- Majestát Rudolfa II. (1909) [27]
- Malé dějiny československé. (1947) [28]
- Masarykova politická demokracie. (1935) [29]
- Mistr Jan Hus. (1908) – přednáška proslovená ve Vysokém Mýtě dne 4. července 1908 [30]
- Monumenta Vaticana res gestas Bohemicas illustrantia. (1903) [31]
- Naše minulost a přítomnost. (1936) [32]
- Naše staré legendy a začátky našeho duchovního života. (1947) [33]
- Nesmrtelný národ. (1940) – od Bílé hory k Palackému (Snaha o zvýšení sebevědomí českého národa; výtisk zaslal Krofta Aloisi Eliášovi s osobním dopisem)[8] [34]
- Němci v Československém státě. (1937) [35]
- Politická postava Karla Kramáře. (1930) [36]
- Přehled dějin selského stavu v Čechách a na Moravě
- Řím a Čechy před hnutím husitským. (1906) [37]
- Sborník prací historických. (1906) [38]
- Sněmy české od léta 1526 až po naši dobu. (1910) [39]
- Společnost národů v mezinárodní politice. (1936) [40]
- Die Tschechoslovakei und die Kleine Entente in der heutigen europäischen Politik. (1937) – Exposé des Aussenministers : Vorgetragen am 21. Mai 1937 in den Aussenausschüssen des Abgeordnetenhauses und des Senates der Nationalversammlung [41]
- Výchova k státnosti. (1935) – výchova k brannosti, výchova politická, propaganda státu [42]
- Z dob naší první republiky. (1939) [43]
- Začátky české berně (1931) [44]
- Žižka a husitská revoluce. (1936) [45]

## Posmrtná ocenění
- V roce 1992 byl Kamil Krofta vyznamenán Řádem Tomáše Garrigua Masaryka I. třídy in memoriam.[46]
- Ulice Kroftova je v Praze 5,[p 1] Brně–Žabovřeskách a v Opavě